# تري إيديكر
تري إيديكر هو أستاذ الطب والهندسة الحيوية في جامعة كاليفورنيا (سان دييغو). وهو مدير الموارد الوطنية لعلم الأحياء الشبكي، ومركز سان دييغو لعلم الأحياء الأنظمة، ومبادرة خريطة الخلايا السرطانية. ويستخدم قياسات على مستوى الجينوم لبناء نماذج شبكية للعمليات الخلوية والأمراض.

## التعليم
حصل إيديكر على درجة البكالوريوس والماجستير من معهد ماساتشوستس للتقانة في الهندسة الكهربائية وعلوم الكمبيوتر، وحصل على درجة الدكتوراه من جامعة واشنطن في علم الأحياء الجزيئي تحت إشراف ليروي هود.
أثناء عمله مع هود، كان إيديكر أحد الباحثين الأوائل الذين نشروا نموذجًا حسابيًا متكاملًا لشبكة التمثيل الغذائي. عتبارًا من عام 2017، تم الاستشهاد بالورقة البحثية التي تصف هذا النموذج أكثر من 2200 مرة.

## المسيرة المهنية
بعد حصوله على درجة الدكتوراه، عمل إيديكر في معهد وايت هيد للأبحاث الطبية الحيوية في معهد ماساتشوستس للتقانة. في عام 2003، انضم إيديكر إلى جامعة كاليفورنيا في سان دييغو كأستاذ مساعد في الهندسة الحيوية. في عام 2006، أصبح أستاذًا مشاركًا في الهندسة الحيوية وأستاذًا مساعدًا في علوم الكمبيوتر. شغل منصب رئيس قسم علم الوراثة الطبية من عام 2009 إلى عام 2016. منذ عام 2010، كان أستاذاً للطب والهندسة الحيوية. عمل إيديكر أيضًا كأستاذ مساعد في مركز موريس للسرطان وعمل كمستشار لشركات بما في ذلك آيديا بيوساينس المحدودة (بالإنجليزية: Ideaya Biosciences، Inc). وداتا فور كيور المحدودة (بالإنجليزية: Data4Cure، Inc).
عمل أيضا إيديكر في مجالس التحرير لمجلات سيل وسيل ريبورتس ونيتشر و المنظمة الأوروبية للأحياء الجزئية و بلوس كمبوتيشنال بيولوجي (بالإنجليزية: PLoS Computational Biology) وهو زميل في الجمعية الأمريكية لتقدم العلوم والمعهد الأمريكي للهندسة الطبية والبيولوجية.
في عام 2013، حدد إيديكر، بالتعاون مع كانج تشانج، أن ساعة الشيخوخة الجزيئية يمكن قياسها عن طريق الدم والأنسجة، واستخدموا العلامات فوق الجينية.

## الجوائز
في عام 2005، تم اعتبار إيديكر كواحد من أفضل المبتكرين في العالم تحت سن 35 عامًا من قبل مجلة معهد ماساتشوستس للتقانة تكنولوجي ريفيوتي آر 35. في العام التالي، أطلقت عليه مجلة تكنولوجي ريفيو اسم أحد أفضل 10 مبتكرين لعام 2006. في عام 2009، حصل على جائزة أوفرتون من الجمعية الدولية لعلم الأحياء المحوسب تقديرًا لمساهمته الكبيرة في مجال علم الأحياء المحوسب. في عام 2022، تم انتخابه كزميل في الجمعية الدولية لعلم الأحياء المحوسب.